# Angerdshestra kyrka
Angerdshestra kyrka är en kyrkobyggnad som sedan 2002 tillhör Norra Mo församling (tidigare Angerdshestra församling) i Skara stift. Den ligger i Angerdshestra i Jönköpings kommun.

## Historia

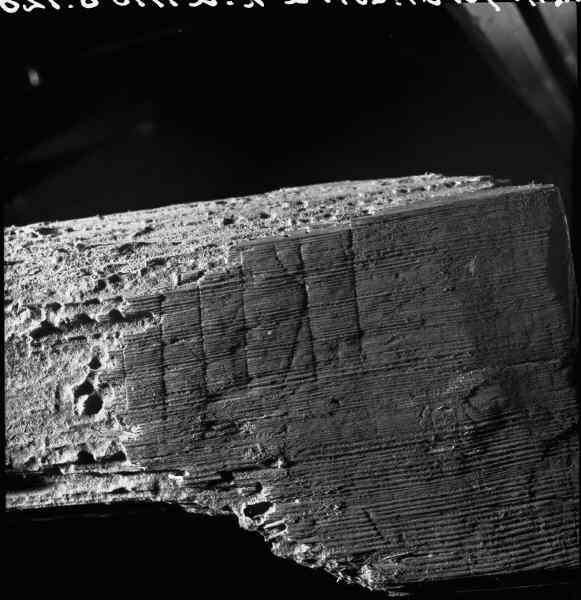
Detalj av medeltida stock med runinskrift.

Den föregående medeltidskyrkan som revs 1669. Vid en golvomläggning 1910 i dagens kyrka, fann man ett trettiotal stockar där några har runinskrifter från den gamla medeltidskyrkans invigning på 1200-talet. Stockarna finns nu på Statens historiska museum. 

## Kyrkobyggnaden
År 1669 byggdes den nuvarande timmerkyrkan delvis med användande av bjälkar från den föregående. Den vitmålade klockstapeln byggdes troligen samtidigt med kyrkan. År 1817 blev kyrkan tillbyggd och förändrad med ett fullbrett, tresidigt avslutat kor i öster och femsidigt vapenhus från samma år söder om detta. Norr om koret är sakristia från 1866. Väster om långhuset är ett vapenhus från 1817, vilket fick sin nuvarande storlek 1870. 
Både väggar och tak är spånklädda och väggarna sedan 1800-talet vitmålade för att efterlikna puts. Vid samma tid tillkom de stora fönstren. Vid restaureringen 1957 tillkom sluten bänkinredning. 

## Inventarier
- Träskulptur, troligen från 1400-talet, av kvinnligt helgon 1952 sattes den upp på den södra långväggen.
- En mässhake från 1661 och en brudkrona i förgyllt silver från 1649 finns bevarade.
- Dopfunten är av trä och gjord på 1700-talet.
- Predikstolen färdigställdes år 1717 av Jonas Ullberg från Velinga.

## Orgel
Orgeln på läktaren i väster har en bibehållen ljudande fasad med en del av fasadpiporna, liksom spelbordet (något modifierat), väderlådan och större delen av pipmaterialet bevarat från orgeln byggd 1893 av Levin Johansson. Den utökades 1973 med självständig pedal och två nya stämmor av Smedmans Orgelbyggeri. Orgeln har åtta stämmor fördelade på manual och pedal.
| Manual (C-f3) | Pedal (C-c1) | Koppel     |
| ------------- | ------------ | ---------- |
| Principal 8'  | Subbas 16'   | Man/Ped    |
| Rörflöjt 8'   | Oktava 4'    | Man 4'/Man |
| Salicional 8' |              |            |
| Oktava 4'     |              |            |
| Flöjt 4'      |              |            |
| Oktava 2'     |              |            |

## Bilder

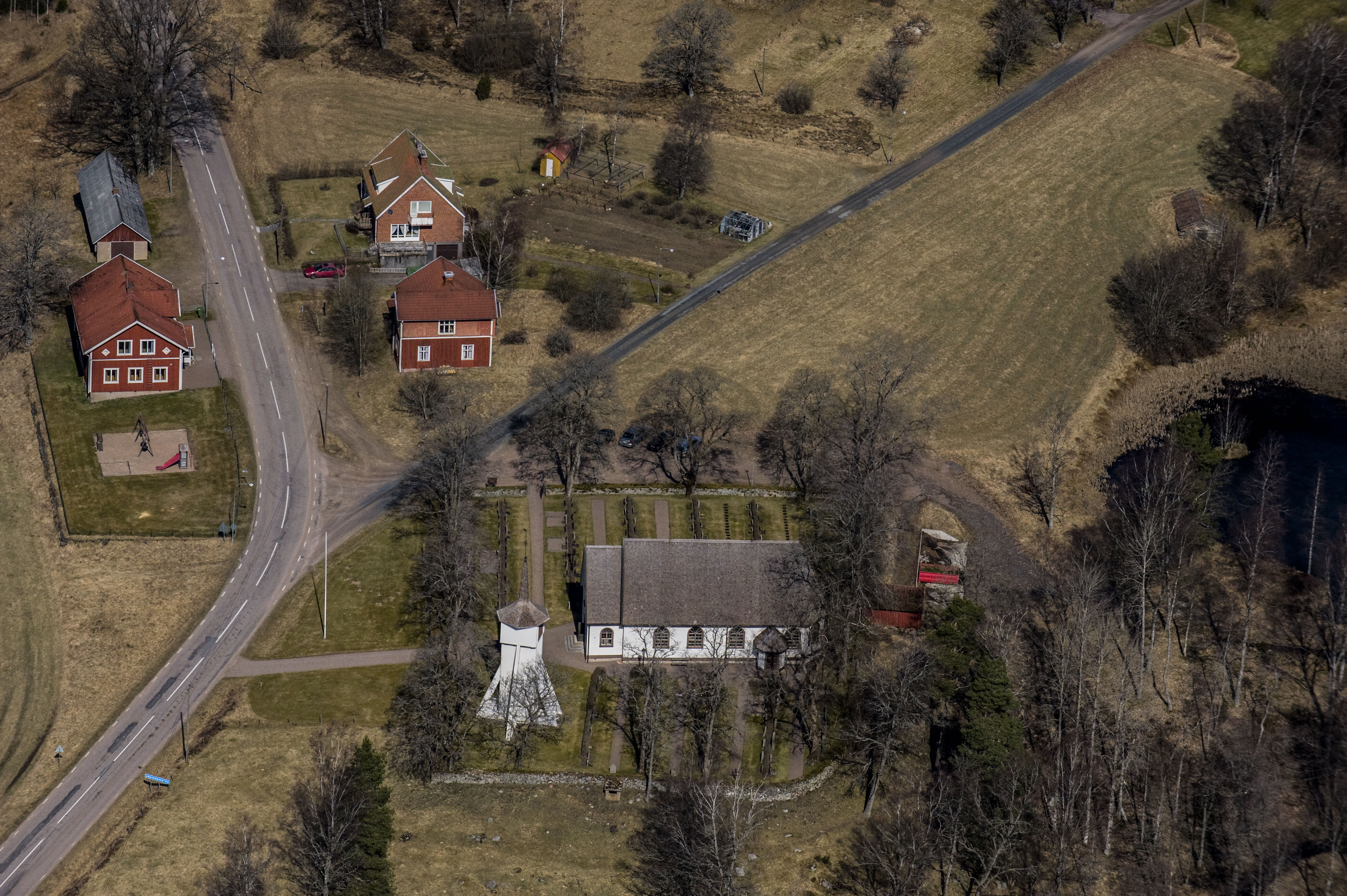
Kyrkplatsen från luften
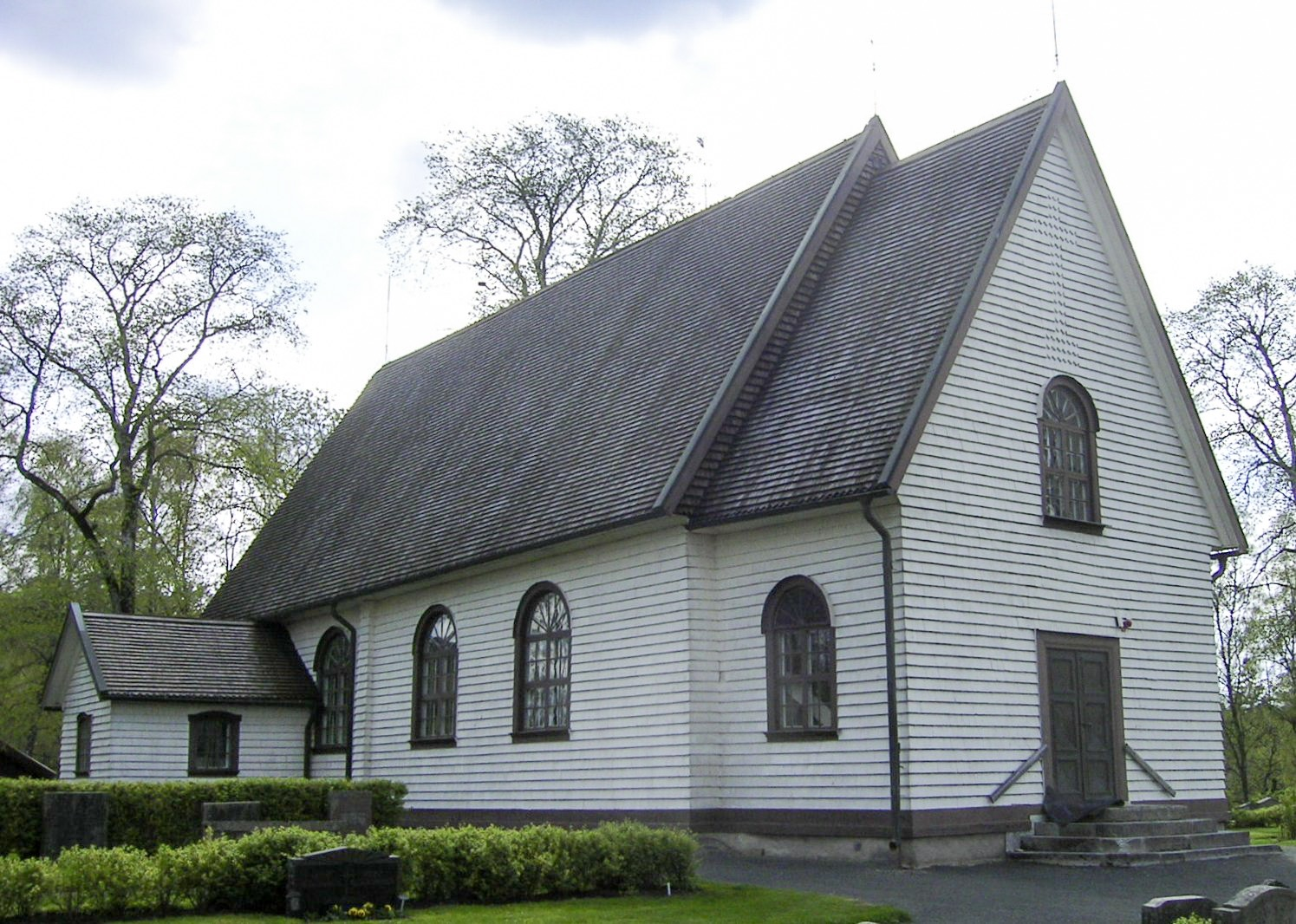
Exteriör
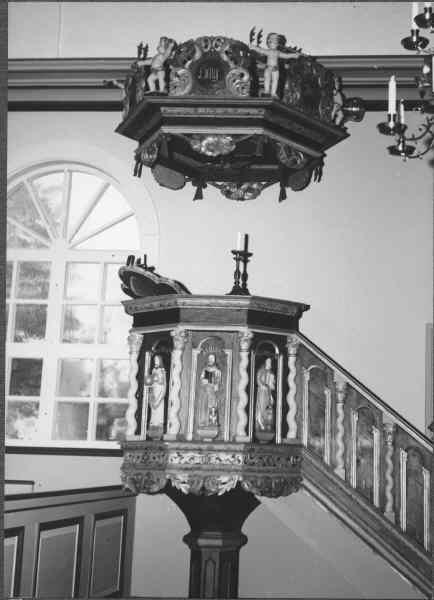
Predikstolen
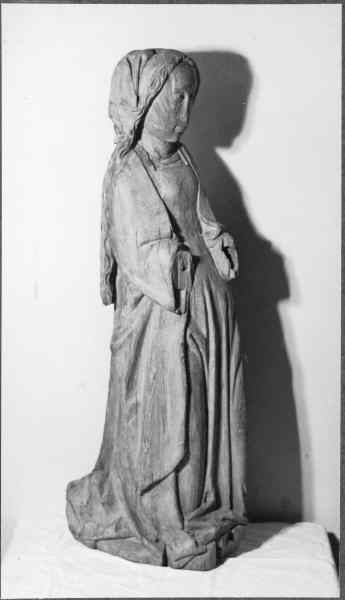
Helgonfiguren
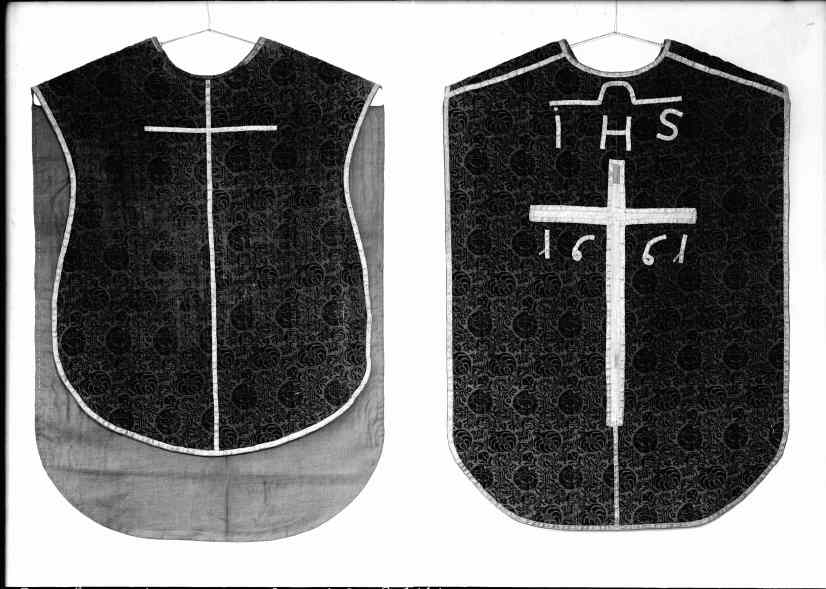
Mässhaken